# Wiebesia pumilae
Wiebesia pumilae är en stekelart som först beskrevs av Hill 1967.  Wiebesia pumilae ingår i släktet Wiebesia och familjen fikonsteklar. Inga underarter finns listade i Catalogue of Life.